# Штефан Банич
Штефан Банич (23. новембар 1870 - 2. јануар 1941) био је словачки истраживач који је патентирао рани дизајн падобрана.
Рођен у Нештичу у Аустроугарској (сада део Смољењице, Словачка). Банич је емигрирао у Сједињене Америчке Државе и радио као рудар угља. После сведочења о паду авиона 1912. године, Банич је 1913. године направио прототип падобрана и добио је амерички патент бр. 1108484.
Донирао је свој патент америчкој војсци - али нема доказа да је икада коришћен.
Након Првог светског рата, Банич се вратио у Чехословачку где је помогао да се истраже крашка пећина Дрини у подножју Малих Карпата, у близини његовог родног града Смољењице.